# Mexiko i olympiska sommarspelen 1996
Mexiko deltog i de olympiska sommarspelen 1996 med en trupp bestående av 97 deltagare, och det blev en bronsmedalj.

## Boxning
Lätt flugvikt
- Jesús Martínez
  - Första omgången — Defeated Biki Sapok (Malaysia), 15-4
  - Andra omgången — Lost to La Paene Masara (Indonesien), 1-8

Flugvikt
- Martin Castillo
  - Första omgången — Lost to Zoltan Lunka (Tyskland), 7-13

Bantamvikt
- Samuel Álvarez
  - Första omgången — Lost to George Olteanu (Rumänien), domaren stoppade matchen

Lättvikt
- Francisco Martínez
  - Första omgången — Lost to Michael Strange (Kanada), 1-15

Lätt weltervikt
- Carlos Martínez
  - Första omgången — Lost to Bolat Niyazymbetov (Kazakstan), 3-25

Weltervikt
- Jesús Flores
  - Första omgången — Lost to Abdul Rasheed (Pakistan), 7-12

Mellanvikt
- Juan Pablo Lopez
  - Första omgången — Lost to Zsolt Erdel (Ungern), domaren stoppade matchen (01:38)

Lätt tungvikt
- Julio González
  - Första omgången — Lost to Vassili Jirov (Kazakstan), domaren stoppade matchen

## Bågskytte
Damernas individuella
- Marisol Breton – Sextondelsfinal → 18:e plats (1-1)

Herrarnas individuella
- Jose Anchondo – Sextondelsfinal → 16:e plats (2-1)
- Adolfo Gonzalez – Åttondelsfinal → 51:e plats (0-1)

## Cykling

### Landsväg
Herrarnas tempolopp
- Jesus Zarate
  - Final — 1:11:42 (→ 30:e plats)

### Bana
Herrarnas poänglopp
- Marco Zaragoza
  - Final — fullföljde inte (→ ingen placering)

## Friidrott
Herrarnas 5 000 meter
- Armando Quintanilla
  - Kval — startade inte (→ gick inte vidare)

Herrarnas maraton
- Germán Silva – 2:14.29 (→ 6:e plats)

- Benjamín Paredes – 2:14.55 (→ 8:e plats)

- Dionicio Cerón – 2:16.48 (→ 15:e plats)

Herrarnas 50 kilometer gång
- Ignacio Zamudio — 3:46:07 (→ 6:e plats)

- Daniel García — 3:50:05 (→ 9:e plats)

- Germán Sánchez — 3:57:47 (→ 18:e plats)

Damernas maraton
- María del Carmen Díaz – 2:37.14 (→ 33:e plats)
- Guadaloupe Loma – 2:41.56 (→ 43:e plats)
- Adriana Fernandez – 2:44.23 (→ 51:e plats)

Damernas 10 kilometer gång
- Graciela Mendoza – 45:13 (→ 18:e plats)

## Modern femkamp
Herrar
- Sergio Salazar – 5387 poäng (→ 9:e plats)
- Horacio de la Vega – 5182 poäng (→ 23:e plats)

## Simhopp
Herrarnas 3 m
- Fernando Platas
  - Kval — 382,83
  - Semifinal — 217,62
  - Final — 402,36 (→ 8:e plats)

- Joël Rodríguez
  - Kval — 296,91 (→ gick inte vidare, 30:e plats)

Herrarnas 10 m
- Fernando Platas
- Alberto Acosta

Damernas 3 m
- María Alcalá
  - Kval — 257,01
  - Semifinal — 193,62 (→ gick inte vidare, 13:e plats)

- Maria Elena Romero
  - Kval — 252,84
  - Semifinal — 187,35 (→ gick inte vidare, 17:e plats)

Damernas 10 m
- María Alcalá

## Tennis
Herrsingel
- Oscar Ortiz
  - Första omgången — Besegrade Dinu Pescariu (Rumänien) 6-2, 6-2
  - Andra omgången — Förlorade mot Andrea Gaudenzi (Italien) 1-6, 6-7
- Alejandro Hernandez
  - Första omgången — Förlorade mot Christian Ruud (Norge) 3-6, 6-2, 6-8